# Cârnești, Hunedoara
Cârnești este un sat în comuna Totești din județul Hunedoara, Transilvania, România.

## Imagine

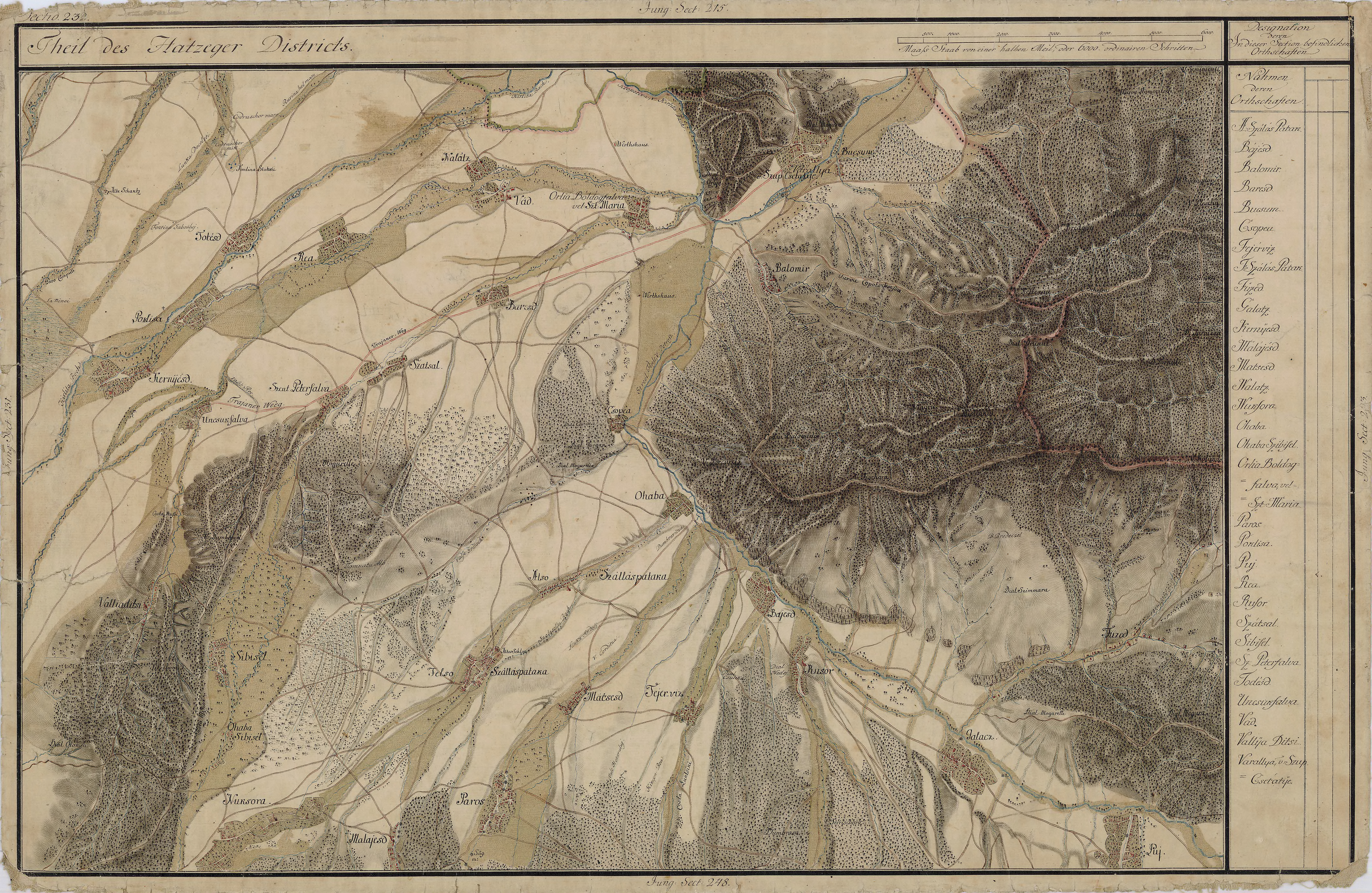
Cârnești în Harta Iosefină a Transilvaniei, 1769-1773